# Tufão Mindulle
O tufão Mindulle foi um poderoso ciclone tropical muito severo de categoria 5 no Pacífico ocidental. Foi a vigésima-nona depressão, décima-quinta tempestade nomeada, quinto tufão e o terceiro supertufão da temporada de tufões no Pacífico de 2021. Ele chegou a esta categoria, apenas uma semana depois da passagem do tufão Kiko.

## História da tormenta
Em 21 de setembro, o JTWC notou uma área de convecção formada a aproximadamente 703 nmi (1,302 km) de Guam. O sistema se consolidou rapidamente e formou um LLCC bem definido, e assim, o sistema se fortaleceu em uma depressão tropical às 00:00 UTC de 22 de setembro. O JTWC fez o mesmo mais tarde naquele dia, designando o sistema como 20W. Às 09:00 UTC de 23 de setembro, o JTWC classificou o sistema para uma tempestade tropical, uma vez que seu centro de circulação de baixo nível ficou parcialmente exposto. A AMJ fez o mesmo três horas depois, e chamou-lhe Mindulle. Às 12:00 UTC de 24 de setembro, a AMJ classificou o sistema para uma tempestade tropical severa. Às 03:00 UTC do dia seguinte, o JTWC classificou o sistema para um tufão de categoria 1, com um olho pequeno. A presença de ar seco tinha abrandado a sua intensificação, mas ainda conseguiu se tornar um tufão. Mindulle começou a se intensificar rapidamente quando rapidamente se intensificou para um tufão de categoria 2. Seu olho expandiu-se, mas ficou esfarrapado devido à presença de ar seco. Mindulle continuou sua rápida intensificação, como se intensificou ainda mais em um tufão de categoria 4 às 15:00 UTC. Seu olho ficou bem definido e às 03:00 UTC do dia seguinte, tornou-se um supertufão de categoria 5, tornando-se o terceiro supertufão desta temporada. Imagens de satélite mostraram que o tufão desenvolveu um olho bem definido de 15 nmi (28 km) e aprofundou o núcleo central. Às 15:00 UTC, Mindulle enfraqueceu-se para um supertufão de categoria 4, quando o olho e a estrutura convectiva começaram a se degradar. Ele também passou por um ciclo de substituição da parede do olho, como ele desenvolveu outra parede do olho. Às 03:00 UTC de 27 de setembro, o JTWC rebaixou ainda mais o sistema para um tufão de categoria 3, e seis horas depois, a agência havia desclassificado o sistema para um tufão de categoria 2 devido aos efeitos do ciclo de substituição da parede do olho e à crescente presença de ar seco. Às 15:00 UTC de 28 de setembro, Mindulle se intensificou para um tufão de categoria 3, já que se movia em condições favoráveis. Imagens de satélite mostraram que o tufão continuou a lutar para se intensificar. O seu olho de 20 nmi (37 km) tinha encolhido constantemente, mas permaneceu com cobertura de nuvens e esfarrapada. No dia seguinte, às 03:00 UTC, o JTWC re-classificou o sistema para um tufão de categoria 4, quando o olho se dissipou novamente. A partir das 21:00 UTC de 29 de setembro, ele passou por um rápido enfraquecimento e às 15:00 UTC do dia seguinte, ele se enfraqueceu de um tufão de categoria 3 para um tufão de categoria 1. O ar fresco seco e as temperaturas frias da superfície do mar foram responsáveis pelo enfraquecimento.  Às 21:00 UTC de 1º de outubro, o JTWC emitiu seu aviso final, pois foi rebaixado para uma tempestade tropical. Três horas depois, o JMA também emitiu seu aviso final, quando se tornou um ciclone extratropical, na costa de Hokkaido.